# بولتزانو ویچنتینو
بولتزانو ویچنتینو (به ایتالیایی: Bolzano Vicentino) یک کومونه در ایتالیا است که در استان ویچنزا واقع شده‌است.

## خصوصیات
بولتزانو ویچنتینو ۱۹٫۹۶ کیلومترمربع مساحت و ۶٬۲۲۴ نفر جمعیت دارد و ۴۴ متر بالاتر از سطح دریا واقع شده‌است.